# Degeeriella vagans
Degeeriella vagans är en insektsart som först beskrevs av Christoph Gottfried Andreas Giebel 1874.  Degeeriella vagans ingår i släktet strållöss, och familjen fjäderlöss. Arten är reproducerande i Sverige.